# 波蘭海崖
62°39′56.2″S 60°24′04.4″W / 62.665611°S 60.401222°W

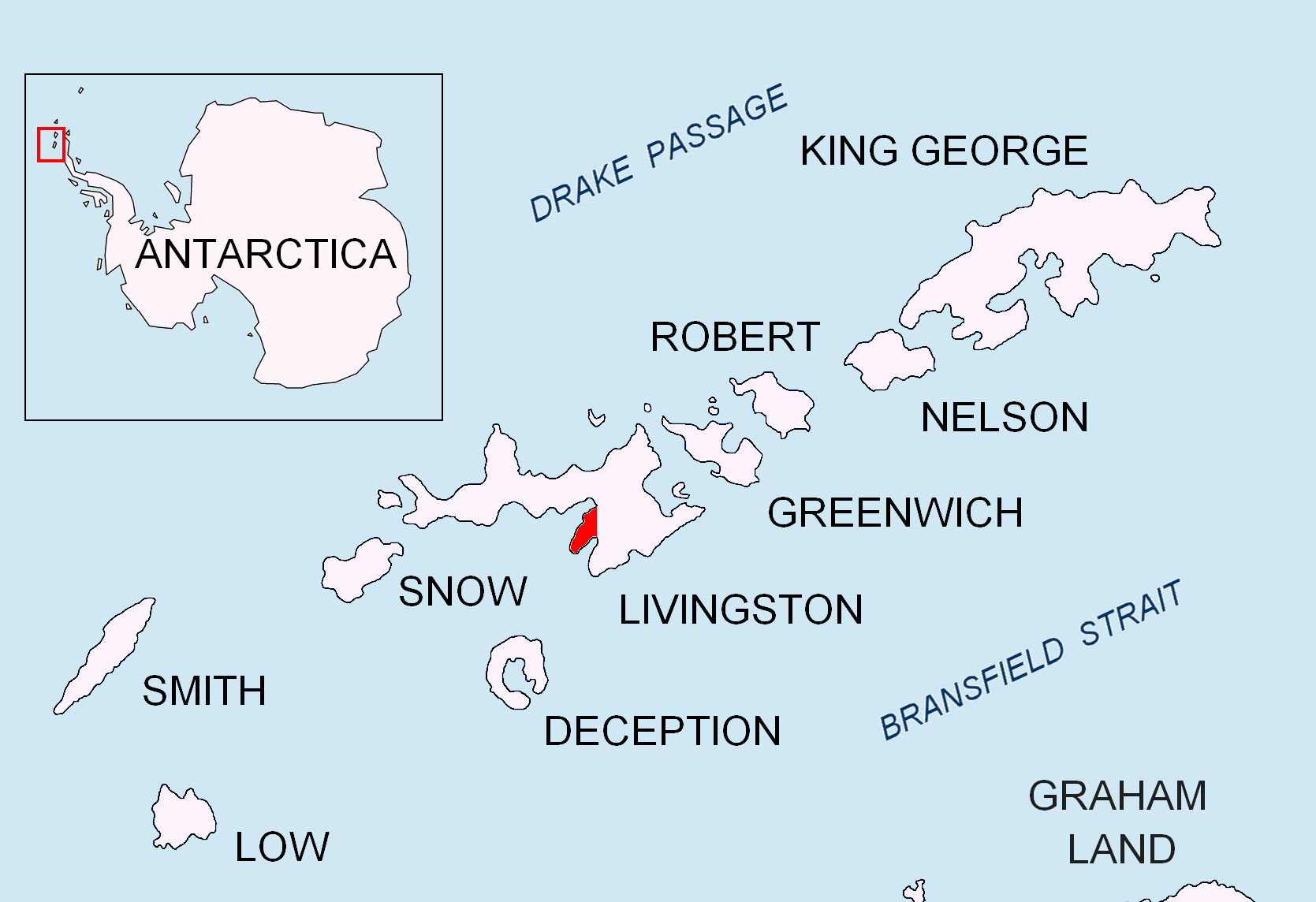

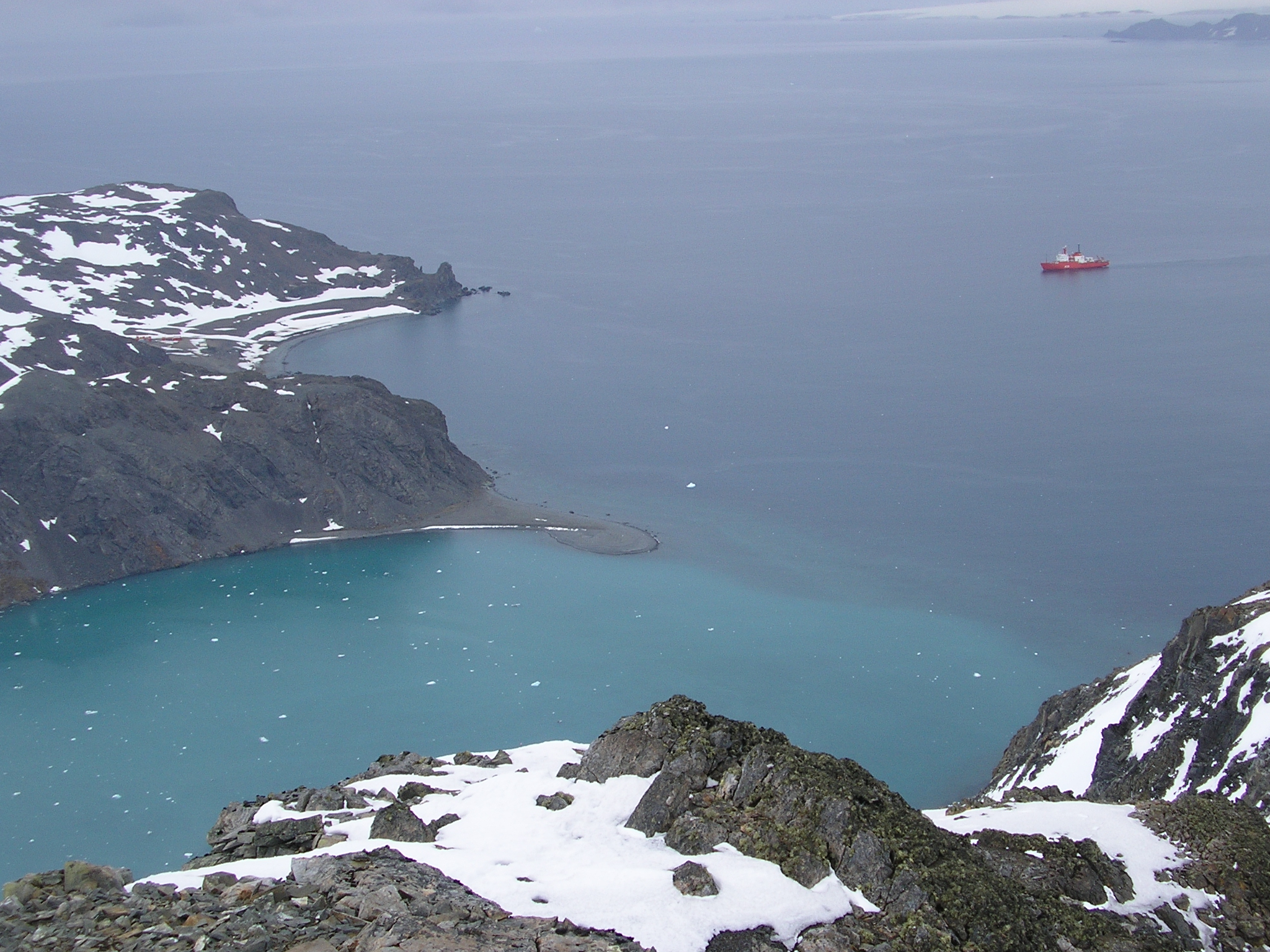

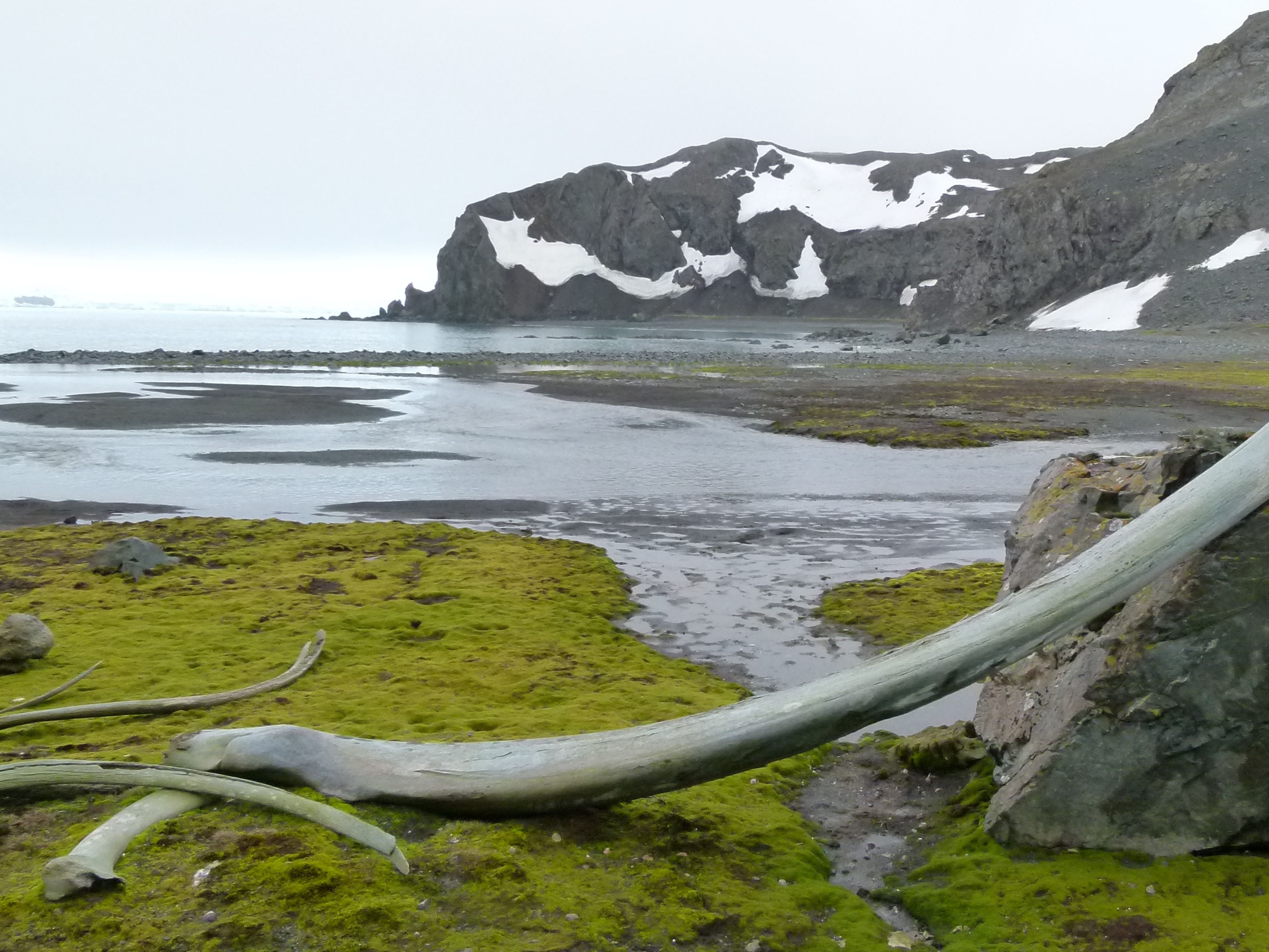

波蘭海崖是南極洲的海崖，位於南設得蘭群島的利文斯頓島，處於巴列斯特爾角西南面1.59公里、亨利海崖東北面1.27公里和埃雷比角西南面4.47公里。

## 外部連結
- SCAR Composite Antarctic Gazetteer（页面存档备份，存于）.